# Iglesia de los Santos Vicente y Anastasio de Trevi (Roma)
La iglesia de los Santos Vicente y Anastasio de Trevi (en italiano: chiesa dei Santi Vincenzo e Anastasio) es una antigua iglesia católica de estilo barroco erigida en el rione de Trevi, en Roma. Construida entre 1646 y 1650 según diseño del arquitecto Martino Longhi, el Joven (1602-1660) y ubicada cerca de la famosísima Fontana de Trevi settecentesca y del palacio del Quirinal —en la época residencia del papa y del que era la iglesia parroquial— es notable como el lugar donde se conservan los precordia y los corazones embalsamados de 25 papas, desde Sixto V a León XIII.
Esta pequeña iglesia fue donada por Juan Pablo II a los ortodoxos búlgaros en 2002, y por lo tanto ya no es católica. El interior ha sido remodelado con un iconostasio de acuerdo con el culto ortodoxo.

## Denominaciones

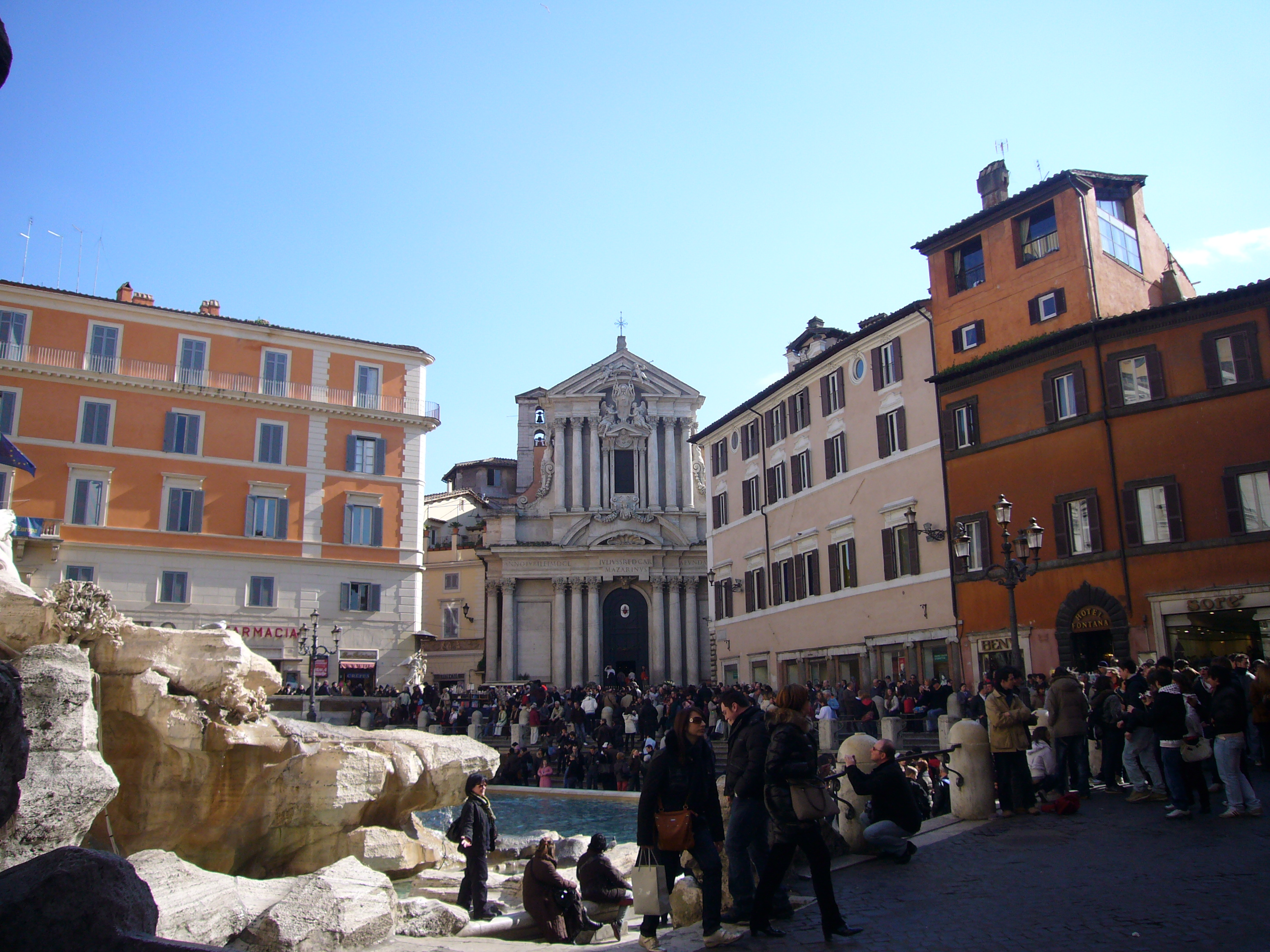
La fachada vista desde la fontana de Trevi

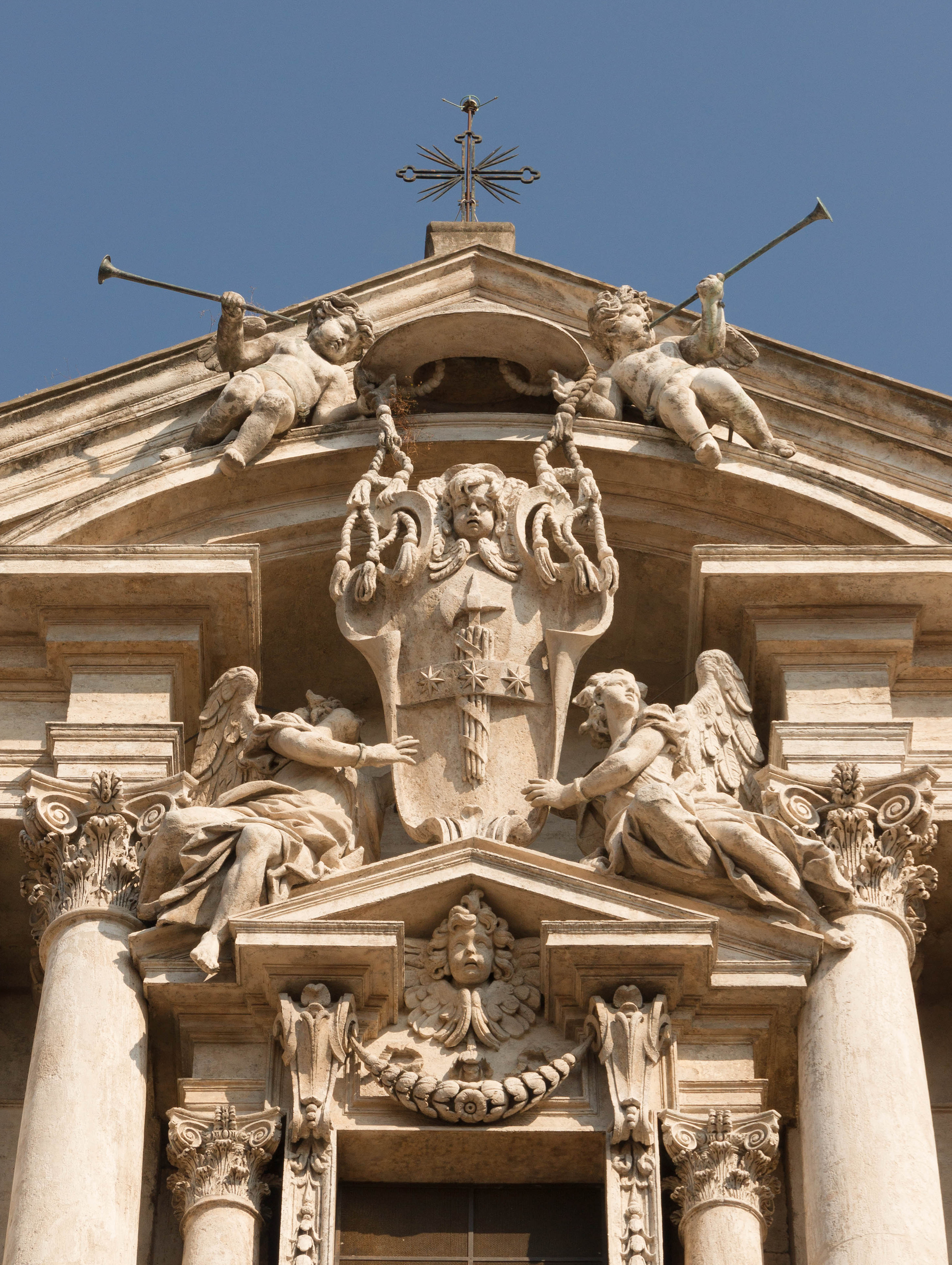
Frontón con el escudo y el cappello del cardenal Mazarino

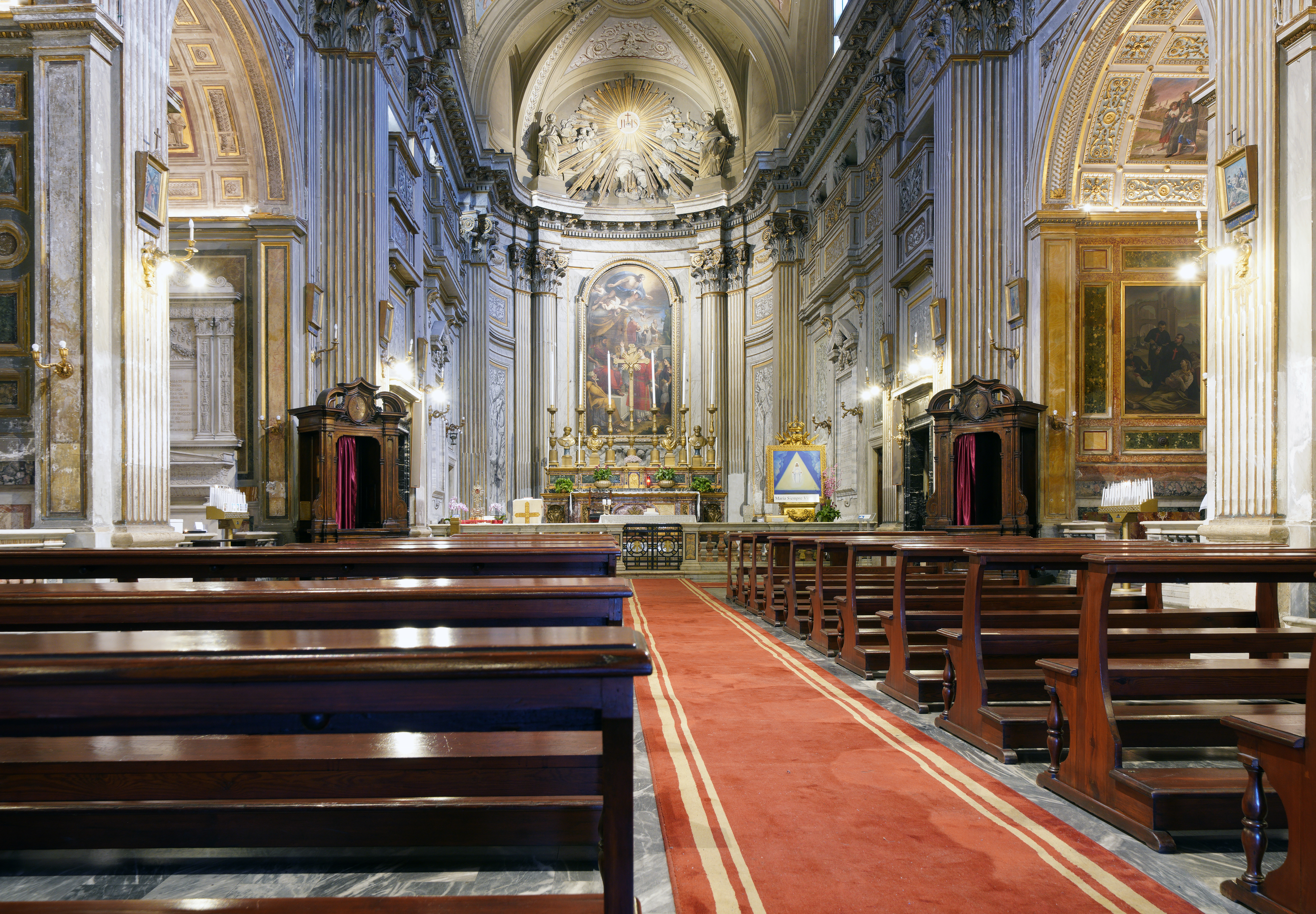
Interior

A lo largo de su historia, esta iglesia ha sido conocida con varias denominaciones:
- Sant'Anastasio de Trivio era el nombre de la antigua iglesia medieval sobre la cual se construyó la iglesia actual en el siglo XVII;
- Parrocchia Pontificia[9] (parroquia pontificia), hasta 1820, por dos razones: primero porque el Palazzo del Quirinale, la residencia del Papa, estaba ubicado en la zona; en segundo lugar, porque en la iglesia se conservaron los precordios de los papas, es decir, aquellas partes internas fácilmente descomponibles que se eliminaban durante el embalsamamiento de los pontífices (una práctica interrumpida por Pío X); por esta razón, la iglesia fue definida por Belli como “un museo de corate e de ciorcelli”;
- iglesia de canneto (cañas), el nombre popular de la iglesia, porque la fachada de la iglesia está decorada con 18 columnas exentas, lo que hace que pareciera un matorral de cañas.

## Historia
La iglesia tiene un origen medieval. Sant'Anastasio de Trivio ya se mencionaba entre las filiales de San Silvestro in Capite en una bula del papa Juan XII de 962 y también en los catálogos del siglo XV. A partir del siglo XVI asumió la doble advocación de los santos Vicente y Anastasio.
La actual iglesia barroca fue construida por Martino Longhi, el Joven entre 1644 y 1650 para el cardenal Giulio Mazzarino, cuyo escudo de armas y galero de cardenal presentados de manera triunfal, sostenidos por ángeles, son el foco de la composición de la fachada. Mazzarino quería no solo su busto en la fachada, sino que también quería, se rumoreaba, el de Marie Mancini, su sobrina, "protegida" por varios gobernantes europeos de la época (una amante de Luis XIV de Francia), representada en el mascarón femenino central. Es el único caso en Roma de la presencia de una laica en la fachada de una iglesia. Además, en la parte superior de la fachada, el escudo de armas del cardenal comitente está sostenido por dos mujeres con el pecho desnudo, lo que es aún más raro para una iglesia en Roma.
Actualmente, la iglesia es parte del Fondo para los Edificios de Culto (F.E.C.) del Estado italiano.
Hasta la década de 1820, la iglesia se conocía como la Parrocchia Pontificia (parroquia pontificia).
Su fachada de travertino ha resultado ser demasiado porosa, por lo que de 1989 a 1990 se llevó a cabo una restauración con un mortero hidráulico líquido y otros materiales para detener el deterioro.
El prolífico ilustrador y grabador trasteverino Bartolomeo Pinelli fue enterrado embalsamado en la iglesia (1835), pero sin un monumento y una placa conmemorativa, por lo que aún hoy no es posible encontrar rastros de su enterramiento. El Istituto nazionale di studi romani colocó una placa conmemorativa en la iglesia en 1933. También la princesa Zenaida Volkonsky, nacida Belosselsky Belozersky, su marido y su hermana, están enterradas en la iglesia.

## Descripción
La fachada, en dos órdenes, se encuentra entre las más características de la Roma barroca debido a su fuerte concentración (para algunos críticos, considerada incluso excesiva) de columnas y edículos hacia la parte media de la fachada, para enfatizar el eje central del templo siguiendo los cánones surgidos después de la Contrarreforma.
Dos entablamentos superpuestos sobre el principal, los tres con frontones arqueados, en ángulo o con frontones rotos, concentran la atención en el vano central ricamente escultural de la fachada de dos pisos, en una composición teatral "más curiosa que ejemplar" que encontró pocos imitadores. Su densa masa de columnas corintias —diez en el orden inferior y seis arriba, en un total, con las columnas que flanquean el finestrone del nivel superior, de dieciocho columnas corintias completamente exentas, lo que provoca que los romanos llamen a la fachada "il canneto", "el cañaveral".

El interior presenta una sola nave, con tres capillas a cada lado. En el altar mayor hay una pintura de Francesco Pascucci con el Martirio dei santi Vincenzo e Anastasio.